# ペトゥル・グズムンソン
ペトゥル・グズムンソン（アイスランド語: Pétur Guðmundsson、1962年3月9日 - ）は、アイスランドの陸上競技選手。

## 経歴・人物
1988年ソウルオリンピックの男子砲丸投に出場し、19.21mで予選敗退した。4年後の1992年バルセロナオリンピックでは、19.15mで予選敗退した。